# كأس الاتحاد الأوروبي 1991–92
كأس الاتحاد الأوروبي 1991–92 (بالإنجليزية: 1991–92 UEFA Cup)‏ هو الموسم الحادي والعشرون من بطولة كأس الاتحاد الأوروبي. أقيم بمشاركة 64 فريقاً.
حقق أياكس أمستردام الهولندي لقب البطولة للمرة الأولى في تاريخه بعد تعادله في النهائي مع تورينو الإيطالي بنتيجة 2-2 في مجموع المباراتين وتفوقه بأفضلية الهدف خارج الأرض.